# Быстрое (Тверская область)
Бы́строе — деревня в Вышневолоцком городском округе Тверской области. 

## География
Расположена с восточной стороны озера Мстино в 8 км к северу от Вышнего Волочка. 

## История
Бывшее село Быстрое в XV в. по-видимому принадлежало новгородскому боярину В. Есипову, затем перешло во владение Колычёвым. Писцовая книга Бежецкой пятины за 1545 г. упоминает село следующим образом: «В Никольском же погосте на Вышнем Волочке волостка Быстрая Матрунинская Кривые Есиповские жены… Село Быстрое, да в поле впущена деревня Седнева Лука, а в нем церковь Никола Чудотворец». Село располагалось на озере Быстром, которое в XVIII в. стало частью озера Мстино в результате строительства Мстинской плотины.
Быстрое являлось помещичьим селом, среди владельцев - представители Салтыковых, Ермоловых. Крестьяне села были освобождены еще до реформы 1861 г. и переведены в категорию государственных крестьян.
В 1886 г. в селе Быстрое Ящинской волости Вышневолоцкого уезда числилось 67 дворов. Проживало крестьян 232 человека, личных собственников — 2, бобылей — 26, лиц духовного звания — 22. В селе находилась кирпичная Знаменская церковь 1817 года постройки. В 1887 г. основана церковно-приходская школа, в 1901 г. в ней обучалось 25 учеников.
С кон. XIX в. многие крестьяне села работали на предприятиях Вышнего Волочка.
В 1933 г. 38 хозяйств села вошли в состав колхоза им. Сталина. Во второй половине XX в. Быстрое долгое время входило в состав совхоза «Ульяновка».
В 1930-е гг. Знаменская церковь была уничтожена, село превратилось в деревню.
В деревне имелась семилетняя, затем начальная школа. Впоследствии она была закрыта, в 2010-е гг. здание бывшей церковно-приходской школы сгорело.
С 1975 г. Быстрое в составе Садового сельского совета.
В 1980 г. в деревне 56 хозяйств и 112 жителей, в 1998 г. — 34 хозяйства, 64 жителя. По данным переписи населения 2002 г. в Быстром проживало 68 человек, по данным переписи 2010 г. — 41 человек.
До 2019 года входила в состав Садового сельского поселения.
По данным переписи населения 2020 г. в деревне проживало 39 человек.

## Население
| 1859 | 1980 | 2002 | 2010 |
| ---- | ---- | ---- | ---- |
| 304  | ↘112 | ↘68  | ↘41  |